# Дірібе Велтеджі
Дірібе Велтеджі (англ. Diribe Welteji, 13 травня 2002) — ефіопська легкоатлетка, яка спеціалізується в бігу на середні дистанції, чемпіонка світу 2018 року серед юніорів у бігу на 800 метрів.

## Основні міжнародні виступи
| Рік                | Змагання                      | Місто              | Місце              | Дисципліна         | Примітки           |
| Виступи за Ефіопія | Виступи за Ефіопія            | Виступи за Ефіопія | Виступи за Ефіопія | Виступи за Ефіопія | Виступи за Ефіопія |
| ------------------ | ----------------------------- | ------------------ | ------------------ | ------------------ | ------------------ |
| 2018               | Чемпіонат світу серед юніорів | Тампере            | 1                  | 800 метрів         | [ 1 ]              |
| 2018               | 3заб4                         | 4х400 метрів       |                    |                    |                    |